# Thor - Legenden fra Valhalla
Thor - Legenden fra Valhalla (islandsk: Hetjur Valhallar - Þór) er en animationfilm fra 2011 instrueret af Óskar Jónasson.

## Medvirkende
- Andreas Jessen som Thor (stemme)
- Nicolaj Kopernikus som Mjølner (stemme)
- Mathilde Kaysen som Eda (stemme)
- Nis Bank-Mikkelsen som Odin (stemme)
- Mille Lehfeldt som Freja (stemme)
- Ditte Hansen som Hel (stemme)
- Søren Hauch-Fausbøll som Trym (stemme)
- Henrik Koefoed som Sindri (stemme)
- Ellen Hillingsø som Mor (stemme)